# Сьверчина (гміна Джевиця)
Сьверчина (пол. Świerczyna) — село в Польщі, у гміні Джевиця Опочинського повіту Лодзинського воєводства.
Населення — 141 особа (2011).
У 1975-1998 роках село належало до Радомського воєводства.

## Демографія
Демографічна структура станом на 31 березня 2011 року:
|          | Загалом | Допрацездатний вік | Працездатний вік | Постпрацездатний вік |
| -------- | ------- | ------------------ | ---------------- | -------------------- |
| Чоловіки | 61      | 10                 | 45               | 6                    |
| Жінки    | 80      | 19                 | 37               | 24                   |
| Разом    | 141     | 29                 | 82               | 30                   |